# ضامن (سلاح گرم)

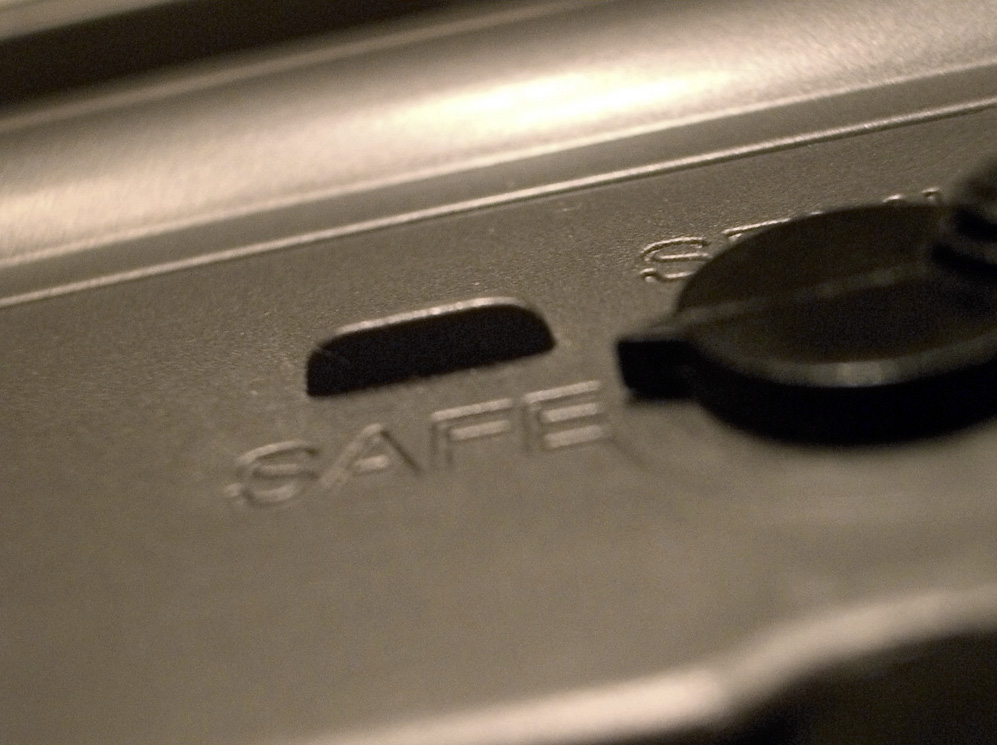
تصویری نزدیک از یک ضامن در تفنگ M16A2

در سلاح‌های گرم، ضامن قطعه‌ای است که قرار دادن آن در وضعیتی معین مانع از به‌کار افتادن سلاح و شلیک گلوله می‌شود. ضامن جهت جلوگیری از شلیک غیرعمد گلوله به‌کار می‌رود و به اطمینان از استفاده امن‌تر سلاح کمک می‌کند.
ضامن‌ها به‌طورکلی به زیرگروه‌های ضامن داخلی (که معمولاً از استفاده‌کننده ورودی نمی‌گیرند) و ضامن خارجی (که معمولاً به کاربر اجازه ورودی می‌دهند، مثلاً قرار دادن اهرم ضامن از روشن به خاموش یا چیزی مشابه به این) تقسیم می‌شوند. گاهی اوقات این دو، غیرفعال و فعال (یا به ترتیب اتوماتیک و دستی) خوانده می‌شوند.
سلاح‌های گرمی که به استفاده‌کننده امکان استفاده از حالت‌های مختلف شلیک را می‌دهند احتمالاً اهرم تعویض جداگانه‌ای برای ضامن و انتخاب حالت شلیک دارند (مثلاً مسلسل دستی تامسن) یا احتمالاً ضامن یکپارچه‌ای با انتخاب حالت وجود دارد. مانند انتخاب حالت شلیک از امن به نیمه‌اتوماتیک یا به شلیک تمام‌اتوماتیک (مثلاً ام۱۶).
در زمان قاجار در ایران یکی از فرمان‌های نظامی «به‌ضامن!» بود که منظور از آن فرمان متوقف کردن تیراندازی و قطع آتش بود. «فشنگ‌بیرون» فرمان دیگری برای منظور مشابه بود.